# Simulium consimile
Simulium consimile är en tvåvingeart som beskrevs av Puri 1932. Simulium consimile ingår i släktet Simulium och familjen knott. Inga underarter finns listade i Catalogue of Life.